# Soggetti smarriti (album Piero Pelù)
Soggetti smarriti è il terzo album in studio di Piero Pelù, pubblicato il 30 aprile 2004.
Con Soggetti Smarriti, il rocker decide di tornare indietro e trarre ispirazione dalle origini litfibiane, tanto da inserire la nuova versione di Re del silenzio, contenuta originariamente nell'album dei Litfiba 17 re del 1986. I singoli estratti sono: Prendimi così, Dea musica e la title track Soggetti smarriti.

## Tracce
Testi e musiche di Piero Pelù eccetto dove indicato.
1. Soggetti smarriti – 4:40
2. Prendimi così – 5:30
3. Vivo – 4:12
4. Dea musica – 3:57
5. Esco o resto – 4:25
6. Occhi – 5:04
7. Anima animale – 3:20
8. Soddisfazioni – 4:07 (testo: Piero Pelù e Marco Vichi – musica: Piero Pelù)
9. Re del silenzio – 4:59 (testo: Piero Pelù – musica: Federico Renzulli, Antonio Aiazzi, Gianni Maroccolo e Piero Pelù)
10. Anche a piedi – 7:56 (testo: Piero Pelù – musica: Gianni Maroccolo e Piero Pelù)

## Singoli/Video
1. Prendimi così (promo, videoclip)
2. Dea musica (promo, videoclip)
3. Soggetti smarriti (promo, videoclip)

## Formazione
- Piero Pelù - voce, chitarra
- Cristiano Maramotti - chitarra
- Daniele Bagni - basso
- Michele Braga - tastiere
- Francesco Magnelli - tastiere
- Paolo Baglioni - percussioni
- Roberto Gualdi - batteria
- Franco Caforio - batteria
- Vinnie Colaiuta - batteria
- Antonio Gabellini - chitarra acustica
- Riccardo Tesi - organetto

Tecnico del suono
- Giovanni Gasparini

## Classifica
| Classifica (2004) | Posizione massima |
| ----------------- | ----------------- |
| Italia            | 5                 |